# Међа (Житиште)
Међа, раније Пардањ (мађ. Párdány), је насељено место у општини Житиште, у Средњобанатском управном округу, у Србији. Према попису из 2022. било је 623 становника.

## Географија
Међа је изграђена у источном делу општине, километар од државне границе према Румунији. Насеље се налази на 81 m надморске висине.

## Историја
Међа спада у ред најстаријих насеља у општини и у читавом Банату. Први пут се помиње под називом Пардањ 1247. године као манастирско место.
Године 1753. Пардањ је забележен као српско насеље. Аустријски царски ревизор Ерлер је 1774. године приметио да се место "Бардан" налази у Бечкеречком округу и дистрикту. Становништво је било српско. Када је 1797. године пописан православни клир Темишварске епархије у месту "Пардању" су записана четири свештеника, који су се служили само српским језиком. Били су то пароси, поп Велислав Живковић (рукоп. 1761), поп Арсеније Бранковић (1763), те два ђакона - Адам Живковић (1796) и Адам Бранковић (1796).
Половином 18. века у насеља се досељавају Мађари и Немци. Почетком 19. века постојала су два насеља — Мађарски Пардањ и Српски Пардањ. Два Пардања се уједињују у један 1907. године.
Након Првог светског рата, Версајским миром јуна 1919. године, Пардањ је припао Румунији. У саставу румунске државе остао је до 6. априла 1924. године када је ушао у састав Краљевине СХС. Румунске власти су приликом одласка однеле намештај из општинске болнице и посекле воћке у болничком парку, опљачкале су жито и стоку од становништва, као и железничку станицу и српску читаоницу. Национални састав становништва је тада био 1763 Немца, 1077 Срба, 165 Мађара и 4 Јевреја. У новој држави добија име Нинчићево, по министру Нинчићу, део је Подунавске области, затим Дунавске бановине.
После Другог светског рата на место Немаца досељавају се становници из Босне и Херцеговине. Новодосељени становници насељу дају име Међа због близине државне границе.

## Демографија
У насељу Међа живи 935 пунолетних становника, а просечна старост становништва износи 44,1 година (41,6 код мушкараца и 46,4 код жена). У насељу има 486 домаћинстава, а просечан број чланова по домаћинству је 2,37.
Ово насеље је углавном насељено Србима (према попису из 2002. године), а у последња три пописа, примећен је пад у броју становника.
| style="padding: 0;" |

| Демографија | Демографија | Демографија |
| Година      | Становника  | Становника  |
| ----------- | ----------- | ----------- |
| 1948.       | 2.555       |             |
| 1953.       | 2.638       |             |
| 1961.       | 2.367       |             |
| 1971.       | 2.047       |             |
| 1981.       | 1.636       |             |
| 1991.       | 1.403       | 1.355       |
| 2002.       | 1.155       | 1.212       |

| Етнички састав према попису из 2002.‍ | Етнички састав према попису из 2002.‍ | Етнички састав према попису из 2002.‍ | Етнички састав према попису из 2002.‍ | Етнички састав према попису из 2002.‍ |
| ------------------------------------ | ------------------------------------ | ------------------------------------ | ------------------------------------ | ------------------------------------ |
|                                      |                                      |                                      |                                      |                                      |
| Срби                                 | Срби                                 |                                      | 1.024                                | 88,65%                               |
| Мађари                               | Мађари                               |                                      | 43                                   | 3,72%                                |
| Роми                                 | Роми                                 |                                      | 25                                   | 2,16%                                |
| Хрвати                               | Хрвати                               |                                      | 6                                    | 0,51%                                |
| Југословени                          | Југословени                          |                                      | 5                                    | 0,43%                                |
| Македонци                            | Македонци                            |                                      | 4                                    | 0,34%                                |
| Црногорци                            | Црногорци                            |                                      | 2                                    | 0,17%                                |
| Немци                                | Немци                                |                                      | 2                                    | 0,17%                                |
| Румуни                               | Румуни                               |                                      | 1                                    | 0,08%                                |
| непознато                            | непознато                            |                                      | 32                                   | 2,77%                                |

| Година пописа     | 1948. | 1953. | 1961. | 1971. | 1981. | 1991. | 2002. |
| ----------------- | ----- | ----- | ----- | ----- | ----- | ----- | ----- |
| Број домаћинстава | 609   | 651   | 656   | 631   | 570   | 518   | 486   |

| Број чланова      | 1   | 2   | 3  | 4  | 5  | 6 | 7 | 8 | 9 | 10 и више | Просек |
| ----------------- | --- | --- | -- | -- | -- | - | - | - | - | --------- | ------ |
| Број домаћинстава | 154 | 158 | 56 | 83 | 28 | 5 | 2 | 0 | 0 | 0         | 2,37   |

| Пол    | Укупно | Неожењен/Неудата | Ожењен/Удата | Удовац/Удовица | Разведен/Разведена | Непознато |
| ------ | ------ | ---------------- | ------------ | -------------- | ------------------ | --------- |
| Мушки  | 463    | 132              | 274          | 35             | 22                 | 0         |
| Женски | 507    | 71               | 273          | 146            | 17                 | 0         |
| УКУПНО | 970    | 203              | 547          | 181            | 39                 | 0         |

| Пол    | Укупно                    | Пољопривреда, лов и шумарство | Рибарство                            | Вађење руде и камена | Прерађивачка индустрија       |
| ------ | ------------------------- | ----------------------------- | ------------------------------------ | -------------------- | ----------------------------- |
| Мушки  | 197                       | 101                           | 0                                    | 11                   | 13                            |
| Женски | 120                       | 52                            | 0                                    | 0                    | 26                            |
| УКУПНО | 317                       | 153                           | 0                                    | 11                   | 39                            |
| Пол    | Производња и снабдевање   | Грађевинарство                | Трговина                             | Хотели и ресторани   | Саобраћај, складиштење и везе |
| Мушки  | 5                         | 15                            | 16                                   | 3                    | 8                             |
| Женски | 1                         | 1                             | 18                                   | 3                    | 1                             |
| УКУПНО | 6                         | 16                            | 34                                   | 6                    | 9                             |
| Пол    | Финансијско посредовање   | Некретнине                    | Државна управа и одбрана             | Образовање           | Здравствени и социјални рад   |
| Мушки  | 0                         | 0                             | 20                                   | 4                    | 0                             |
| Женски | 0                         | 0                             | 1                                    | 8                    | 6                             |
| УКУПНО | 0                         | 0                             | 21                                   | 12                   | 6                             |
| Пол    | Остале услужне активности | Приватна домаћинства          | Екстериторијалне организације и тела | Непознато            | Непознато                     |
| Мушки  | 1                         | 0                             | 0                                    | 0                    | 0                             |
| Женски | 2                         | 0                             | 0                                    | 1                    | 1                             |
| УКУПНО | 3                         | 0                             | 0                                    | 1                    | 1                             |

## Познати грађани
- Српски политичар Вук Драшковић је рођен у Међи.

## Галерија
- Православна црква
- Торањ католичке цркве
- Католичка црква
- Распеће испред католичке цркве
- Католичко гробље